# Tennistoernooi van Estoril 1999
Het tennistoernooi van Estoril van 1999 werd van 5 tot en met 12 april 1999 gespeeld op de gravel-buitenbanen van het Estádio Nacional in Oeiras, een voorstad van de Portugese hoofdstad Lissabon, nabij de plaats Estoril. De officiële naam van het toernooi was Estoril Open.
Het toernooi bestond uit twee delen:
- WTA-toernooi van Lissabon 1999, het toernooi voor de vrouwen
- ATP-toernooi van Estoril 1999, het toernooi voor de mannen

ATP-toernooi van Estoril‎/Oeiras – WTA-toernooi van Estoril/Oeiras‎

1999 · 
2000 · 
2001 · 
2002 · 
2003 · 
2004 · 
2005 · 
2006 · 
2007 · 
2008 ·
2009 ·
2010 ·
2011 · 
2012 · 
2013 · 
2014